# 애스턴 마틴 벌칸
애스턴 마틴 벌칸(영어: Aston Martin Vulcan)은 2015년에서 2016년까지 한정 생산했던 트랙 데이 차종이다.
애스턴 마틴 밴티지, DB9 및 애스턴 마틴 One-77과 같은 당시 애스턴 마틴의 현재 모델에서 영감을 받아 애스턴 마틴의 크리에이티브 책임자인 마렉 라이히만이 설계하였다.총 생산 대수는 24대이며 각각의 가격은 미화 230만 달러이다.1대는 마이애미에 있는 애스턴 마틴 레지던스 타워의 펜트하우스에 보관되어 있다.

## 사양
탄소 섬유 바디가 있는 알루미늄 합금 섀시에 장착된 7.0리터 자연 흡기 V12 엔진은 7,750rpm 및 575lb⋅ft(780N⋅ m) 6,500rpm의 토크를 출력한다.탄소 섬유 프로펠러 샤프트, 제한 슬립 디퍼렌셜 및 Xtrac 6단 순차 변속기가 있는 마그네슘 토크 튜브가 장착되어 있다. 전비중량은 1,350 kg (2,976 lb)이다. 센터락 디자인이 적용된 19인치 APP-TECH 휠에 장착된 미쉐린 파일럿 스포츠 컵 2 타이어를 사용한다. 제동력은 전면에서 380mm(15인치), 후면에서 360mm(14인치)를 측정하고 Brembo에서 생산하는 탄소-세라믹 브레이크를 지원한다.

## 비디오 게임에서의 등장
- 아스팔트 8: 에어본
- 아스팔트 9: 레전드
- 아스팔트 스트리트 스톰 레이싱
- 포르자 호라이즌 4